# Сигал, Мойше Зельманович
Мойше Зельманович Сигал (среди коллег Михаил Семёнович; 14 января 1920— 2 октября 1990) — казанский хирург-онколог, доктор медицинских наук, профессор, основатель казанской хирургической школы онкологов. Заведующий кафедрой хирургии и онкологии № 2 города Казани на период с 1967 года по 1990 г. Долгие годы профессор возглавлял Общество онкологов Татарстана.

## Жизнь
Родился 14 января 1920 года в городе Каменец-Подольский (Украина) в многодетной семье.
Образование:
1935–1941 — учеба в Донецком медицинском институте.
Трудовая деятельность:
1941 — распределен на станцию Печера, в систему медицинской службы ГУЛАГа МВД Коми АССР, назначен главным хирургом Печерского округа.
1942 — главный врач госпиталя на тысячу коек системы медицинской службы ГУЛАГа МВД Коми АССР.
1944 — главный врач областной больницы УИТЛК МВД ТАССР (Казань).
1945 — зачислен на должность ассистента кафедры онкологии Казанского государственного института для усовершенствования врачей (ГИДУВ).
1950 — ученым советом КГМИ утвержден в ученой степени кандидата медицинских наук.
1950 — утвержден советом ГИДУВа в ученом звании ассистента кафедры хирургии и онкологии.
1953 — «Дело врачей», освобожден от работы в институте по постановлению аттестационной комиссии М3 РСФСР, борьба за право работать в вузе, восстановление на прежней должности согласно решению суда.
1957 — избран доцентом кафедры хирургии и онкологии Казанского ГИДУВа.
1964 — постановлением ВАК утвержден доктором медицинских наук.
1965 — профессор кафедры хирургии и онкологии Казанского ГИДУВа.
1967 — заведующий кафедрой хирургии и онкологии Казанского ГИДУВа.
Умер 2 октября 1990 года.

## Научная деятельность
Под его научным руководством в практику клиники внедрены многие методики диагностики и лечения злокачественных новообразований, составившие в дальнейшем стандарты лечения онкологических больных на многие годы.
М. З. Сигал одним из первых в стране начал выполнять расширенную лимфаденэктомию при раке желудка и прямой кишки. Совместно с казанским инженером К. В. Кабановым в 1959 году сконструировал расширитель-подъёмник реберных дуг (ретрактор Сигала-Кабанова — РСК-10), который до настоящего времени находит применение в хирургических клиниках России и СНГ.
Единственный в мире, в своё время, начал применять эксцизию и энуклеацию забрюшинных лимфоузлов, при гастрэктомии, при раке желудка (основное отличие от других методик лимфоаденэктомии при раке желудка), первым в мире доказал наличие трансбрюшинных метастазов (в отличие от гематогенной и лимфогенной теорий, которые также имеют место). Ссылка[где?]на его совместную работу с Ф. Ш. Ахметзяновым.